# Эль-Анназа
Эль-Анназа (араб. العنازة‎) — небольшой город на северо-западе Сирии, расположенный на территории мухафазы Тартус. Входит в состав района Банияс. Является центром одноимённой нахии.

## Географическое положение
Город находится в северной части мухафазы, на северных склонах горного хребта Анназа, к западу от хребта Ансария, на высоте 591 метра над уровнем моря.

Эль-Анназа расположена на расстоянии приблизительно 35 километров к северо-востоку от Тартуса, административного центра провинции и на расстоянии 183 километров к северо-северо-западу (NNW) от Дамаска, столицы страны.

## Население
По данным официальной переписи 2004 года численность населения города составляла 3357 человек (1720 мужчин и 1637 женщины). Насчитывалось 750 домохозяйств. В конфессиональном составе населения преобладают алавиты.

## Транспорт
Ближайший гражданский аэропорт — Международный аэропорт имени Басиля Аль-Асада.